# Isola dei Porri (Olbia)
L'isola dei Porri è un'isola del mar Tirreno situata a ridosso della costa nord-orientale della Sardegna, presso la località Nodu Pianu.

Appartiene amministrativamente al comune di Olbia.